# Diplectrona joannisi
Diplectrona joannisi är en nattsländeart som beskrevs av Navás 1932. Diplectrona joannisi ingår i släktet Diplectrona och familjen ryssjenattsländor. Inga underarter finns listade i Catalogue of Life.